# بعثة الكومنولث عبر القارة القطبية الجنوبية

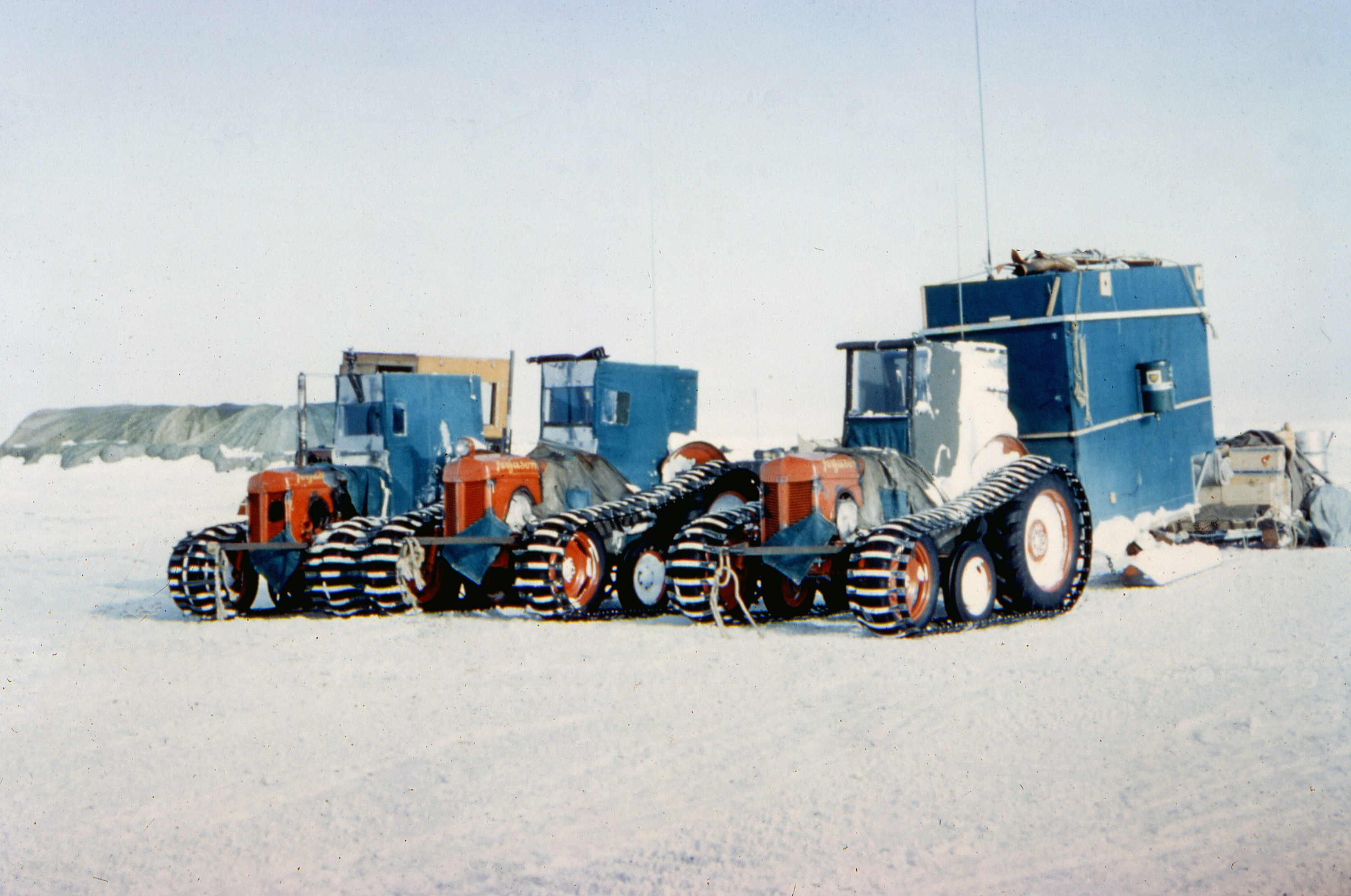
الجرارات القابلة للتحويل فيرغسون TE20 المستخدمة من قبل فريق إدموند هيلاري في بعثة الكومنولث.

كانت بعثة الكومنولث العابرة عبر القارة القطبية الجنوبية (بالإنجليزية: Commonwealth Trans-Antarctic Expedition)‏ تُختصر CTAE ا(1965-1958)، بعثة استكشافية ترعاها دول الكومنولث والتي أكملت بنجاح أول عبور بري من القارة القطبية الجنوبية عبر القطب الجنوبي. كانت الرحلة الأولى التي وصلت إلى القطب الجنوبي براً منذ 46 عاماً، حيث سبقها فقط بعثة أمندسن وبعثة تيرا نوفا في عامي 1911 و 1912 على التوالي.
تماشياً مع تقاليد البعثات القطبية «العصر البطولي» كان البعثة مشروع خاص، على الرغم من أنه كان مدعوماً من قبل حكومات المملكة المتحدة ونيوزيلندا والولايات المتحدة وأستراليا وجنوب أفريقيا، فضلا عن العديد من الشركات والتبرعات الفردية، تحت رعاية الملكة إليزابيث الثانية. كانت البعثة برئاسة المستكشف البريطاني السير فيفيان فوكس، مع النيوزيلندي السير إدموند هيلاري الذي قاد فريق الدعم النيوزيلندي في بحر روس. تضمّن الفريق النيوزيلندي علماء شاركوا في السنة الدولية للفيزياء الجيولوجية (IGY).
نال فيفيان فوكس لقب [[فارس (وسام)|فارس لإنجازاته. لم يحدث العبور البري الثاني إلى القارة حتى عام 1981، أثناء بعثة ترانس غلوب التي قادها رانولف فاينيس.

## روابط خارجية
- وثائقي عن البعثة، مغامرة القارة القطبية الجنوبية، 1957، على موقع تاريخ نيوزيلندا في الإنترنت: الأجزاء 1، و 2، و 3، و 4.